# Elproduktion

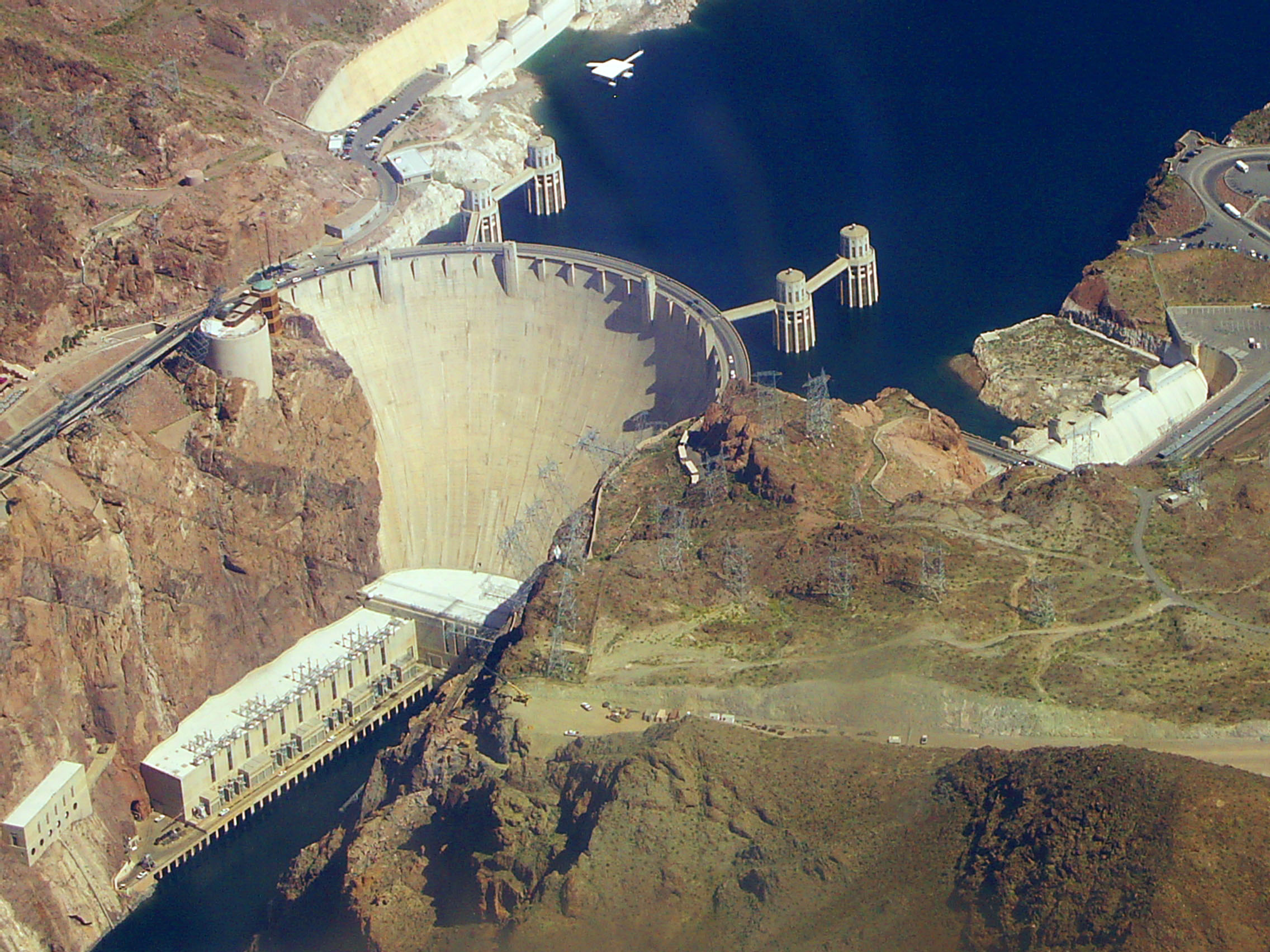
Kraftverket vid Hooverdammen har 2.07 GW kapacitet.

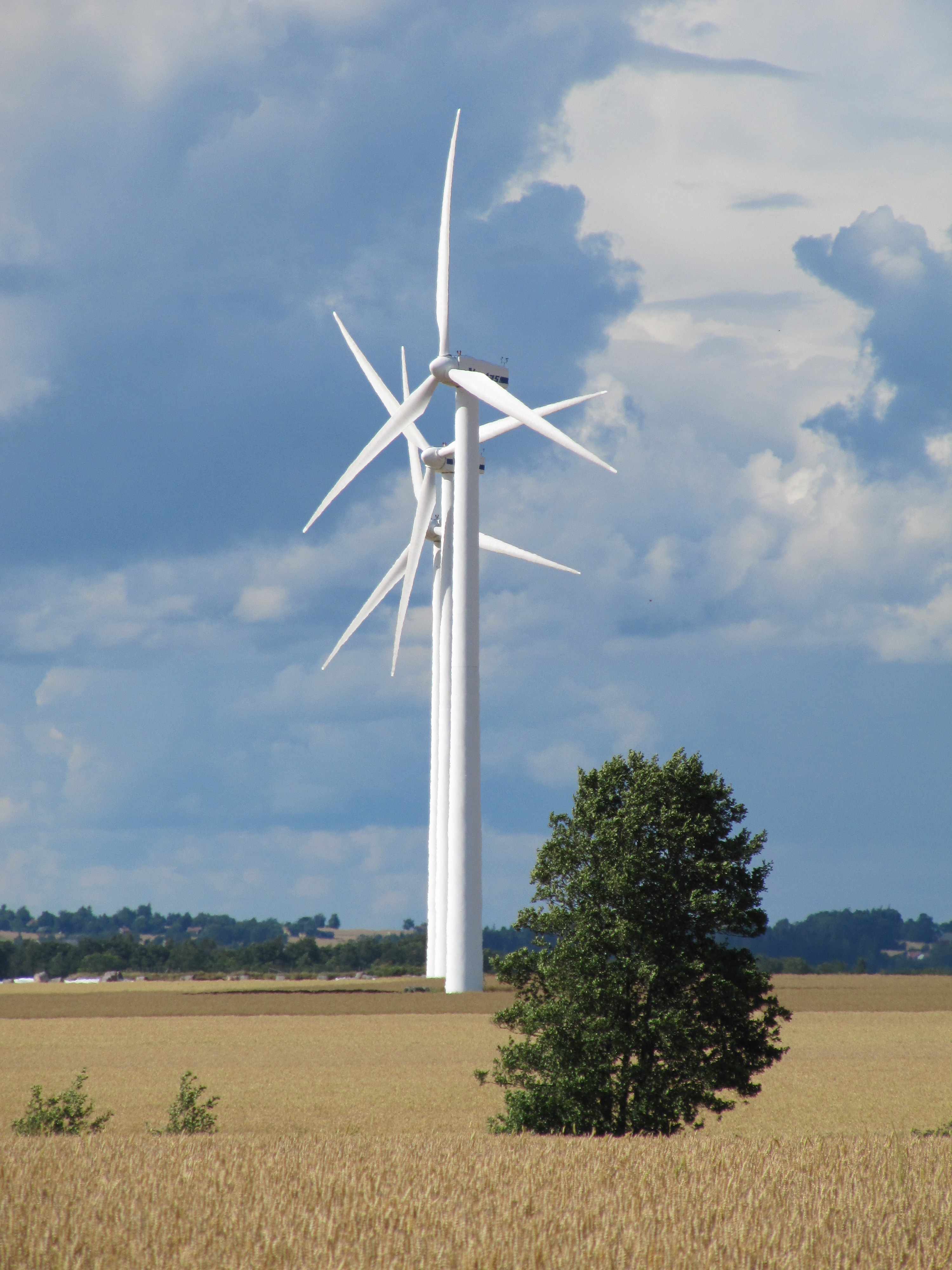
Vindkraftverk nära Röks kyrka.

Elproduktion är en process där energi från primära energikällor omvandlas till elektricitet.
Den vanligaste metoden för att producera el är genom generatorer i kraftverk. Elektricitet kan även framställas med hjälp av solceller eller på elektrokemisk väg. Det vanligaste sättet att framställa el på elektrokemisk väg är att konstruera ett batteri. Ett annat sätt är bränsleceller. Batterier är på många sätt snarare en lagringsform än en produktionsform eftersom det åtgår energi till att ge batteriet dess laddning eller för att framställa de kemikalier med vars hjälp el kan produceras.

## Kraftslag för elproduktion
De viktigaste kraftslagen för elproduktion är:
- Värmekraft, det vill säga förbränning av bränslen som kol, naturgas, olja eller biobränsle. Kraftvärme innebär att produktionen av el kombineras med produktion av fjärrvärme vilket utnyttjar bränslet bättre.
- Vattenkraft, där el produceras av turbiner i strömmande vatten.
- Kärnkraft, där energi utvinns genom klyvning av tunga atomkärnor.
- Vindkraft, där energi utvinns ur vinden.
- Solkraft, där energin i solljus omvandlas till el.

Kraftslagen har olika egenskaper:
- Planerbar kraft är inte beroende av externa faktorer som väder. Värmekraft, vattenkraft och kärnkraft är planerbara.
- Reglerbar kraft kan snabbt öka eller minska produktionen för att hantera ändringar i konsumtionen eller annan elproduktion. I Sverige är det framför allt vattenkraft som används som reglerkraft.
- Frekvensstabiliserande kraft bidrar till att hålla frekvensen i elnätet stabilt på 50 Hz. Kraftslag med stor svängmassa, som kärnkraft, vattenkraft och värmekraft är frekvensstabiliserande.
- Förnybar kraft är baserad på källor som förnyas i snabb takt. Vattenkraft, vindkraft, solkraft och värmekraft baserad på biobränsle är alla förnybara.
- Fossilfri kraft är sådan som inte innebär förbränning av fossila bränslen. Förutom de förnybara källorna räknas även kärnkraft hit.

## Kostnader för elproduktion
Kostnader för olika kraftslag brukar beräknas som levelized cost of energy (LCOE), som inkluderar kostnader för uppförande, drift och avveckling fördelat på den förväntade produktionen under kraftverkets livstid. Den uppskattade kostnaden beror till stor del på vilka antaganden som görs om till exempel kalkylräntan.
Tabellen nedan visar uppskattad kostnad för etablering av ny elproduktion i Sverige.
| Kraftslag                 | Produktionskostnad (LCOE), öre/kWh |
| ------------------------- | ---------------------------------- |
| Solkraft (villasystem)    | 53 – 107                           |
| Solkraft (solcellsparker) | 29 – 52                            |
| Vindkraft (landbaserad)   | 24 – 26                            |
| Vindkraft (havsbaserad)   | 51 – 55                            |
| Kraftvärme (skogsflis)    | 51 – 59                            |
| Kraftvärme (avfall)       | 47 – 50                            |
| Vattenkraft               | 36 – 95                            |
| Kärnkraft                 | 49 – 64                            |

LCOE tar inte hänsyn till kostnader för balansering och andra stödtjänster som krävs för det totala energisystemet. Väderberoende kraft medför större sådana systemkostnader än planerbar och reglerbar kraft.
Lönsamheten i en investering beror också på värdet av den producerade elen. Som ett exempel kan reglerbar kraft, som vattenkraft, fokusera sin produktion till tider då efterfrågan och priserna är höga medan vindkraftverk producerar mest när det blåser mycket och priserna är låga.

## Elproduktion i Sverige
Sveriges totala elproduktion 2022 var 162 terawattimmar (TWh).
De dominerande kraftslagen är vattenkraft, kärnkraft och vindkraft.
Den svenska produktionen är till mer än 60 % förnybar och över 98 % fossilfri.
| Produktion    | Energi (GWh) | Andel av total (%) | Maxeffekt (MW) | Genomsnittlig effekt (MW) | Installerad effekt 2022-01-01 (MW) | Utnyttjandegrad (%) |
| ------------- | ------------ | ------------------ | -------------- | ------------------------- | ---------------------------------- | ------------------- |
| Vattenkraft   | 69 584       | 43%                | 12 393         | 7 943                     | 16 300                             | 49%                 |
| Kärnkraft     | 50 061       | 31%                | 6 944          | 5 715                     | 6 900                              | 83%                 |
| Vindkraft     | 33 058       | 20%                | 10 763         | 3 774                     | 12 100                             | 31%                 |
| Värmekraft    | 7 837        | 5%                 | 1 959          | 895                       | 6 800                              | 13%                 |
| Solel         | 1 103        | 1%                 | 1 060          | 126                       | 1 600                              | 8%                  |
| Ospecificerat | 187          | 0%                 | 134            | 21                        |                                    |                     |
| Totalt        | 161 829      | 100%               | 25 949         | 18 474                    | 43 700                             | 42%                 |

Den totala produktionen är underskattad eftersom industrins egen elproduktion inte syns i statistiken.
Den installerade effekten är avrundad i tabellen ovan. Den har ökat kraftigt för vindkraft från ca 1 000 MW 2008. För kärnkraft har den installerade effekten gått ner från drygt 9 700 MW 2015.

### Import och export
Sverige både importerar och exporterar el. Totalt sett över året är Sverige en stor nettoexportör av energi. Den största delen av exporten går till Finland och Danmark.
| Land     | Import (GWh) | Export (GWh) |
| -------- | ------------ | ------------ |
| Danmark  | 974          | 8 601        |
| Finland  | 68           | 15 294       |
| Norge    | 4 896        | 3 539        |
| Polen    | 110          | 3 899        |
| Tyskland | 92           | 3 213        |
| Litauen  | 39           | 4 856        |
| Totalt   | 6 180        | 39 402       |

Vid topplasttimmen vintern 2021–2022 (7 december 2021) nettoimporterade Sverige 1 600 MW.

### Variationer i elproduktionen
Elproduktionen varierar under året mellan som minst ca 15 GW på sommaren och som mest ca 25 GW på vintern.
Grafen nedan visar produktionen för varje dag under 2024.
MWh tillförtÅrets dag (2024, Jan-Dec)01000002000003000004000005000006000002024-01-022024-04-282024-08-232024-12-18MWh tillfört
Produktionen varierar också med tiden på dygnet med en topp på morgonen och en topp på kvällen.
Effektuttaget från kärnkraften är relativt konstant (när det inte är underhåll på reaktorerna).
Vindkraften varierar med vädret. Under 2022 var den lägsta effekten 0,1 GW och den högsta 10,8 GW.
Vattenkraften används som reglerkraft för att hantera variationerna i vindkraften och förbrukningen.

### Elområden
Sverige är sedan 2011 indelat i fyra elområden. Elområde 1 och 2 i norr nettoexporterar till andra områden eller länder medan elområde 3 och 4 i söder nettoimporterar.
Tabellen nedan visar produktion och konsumtion i GWh i de olika elområdena under januari 2023.
|                                                      | Elområde 1 | Elområde 2 | Elområde 3 | Elområde 4 |
| ---------------------------------------------------- | ---------- | ---------- | ---------- | ---------- |
| Produktion inom elområdet                            | 2 839      | 4 789      | 7 193      | 1 164      |
| Vattenkraft                                          | 2 035      | 2 888      | 943        | 206        |
| Vindkraft                                            | 715        | 1 644      | 1 019      | 619        |
| Solkraft                                             |            |            | 18         | 12         |
| Kärnkraft                                            |            |            | 4 317      |            |
| Värmekraft                                           | 89         | 257        | 896        | 327        |
| Användning inom elområdet                            | 1 083      | 1 781      | 8 316      | 2 220      |
| Mineralutvinning och tillverkning                    | 301        | 491        | 2 501      | 710        |
| El-, gas-, värme- och vattenverk                     | 17         | 51         | 315        | 68         |
| Järn- och spårvägar, busstrafik                      | 23         | 26         | 194        | 29         |
| Bostäder, service m.m.                               | 652        | 941        | 4 813      | 1 275      |
| Förluster                                            | 90         | 272        | 493        | 138        |
| Överföring till eller från annat elområde eller land | 1 756      | 3 008      | ‑1 123     | -1 056     |

## Elproduktion i världen
På global nivå är kol och naturgas de största energikällorna för elproduktion. Över 60% är baserat på fossila bränslen.
|                                 | Olja  | Naturgas | Kol      | Kärnkraft | Vattenkraft | Förnybart | Övrigt | Totalt   |
| ------------------------------- | ----- | -------- | -------- | --------- | ----------- | --------- | ------ | -------- |
| Kanada                          | 2,9   | 75,9     | 38,7     | 92,0      | 380,8       | 50,0      | 0,7    | 641,0    |
| Mexiko                          | 32,8  | 203,3    | 13,6     | 11,9      | 34,7        | 39,7      | –      | 336,0    |
| USA                             | 20,2  | 1 693,8  | 978,5    | 819,1     | 257,7       | 624,5     | 12,7   | 4 406,4  |
| Totalt Nordamerika              | 55,9  | 1 973,0  | 1030,7   | 923,0     | 673,3       | 714,1     | 13,5   | 5 383,5  |
| Argentina                       | 7,9   | 93,3     | 2,9      | 10,8      | 19,6        | 17,2      | 0,6    | 152,5    |
| Brasilien                       | 21,9  | 86,9     | 24,1     | 14,7      | 362,8       | 144,0     | –      | 654,4    |
| Övriga Syd- och Centralamerika  | 66,1  | 100,9    | 45,3     | –         | 277,7       | 68,1      | 0,0    | 558,0    |
| Totalt Syd- och Centralamerika  | 95,9  | 281,1    | 72,3     | 25,5      | 660,1       | 229,3     | 0,6    | 1 364,8  |
| Tyskland                        | 4,8   | 89,0     | 162,6    | 69,0      | 19,1        | 217,6     | 22,4   | 584,5    |
| Italien                         | 8,3   | 146,4    | 14,5     | –         | 43,1        | 71,4      | 3,5    | 287,2    |
| Nederländerna                   | 1,4   | 56,3     | 17,8     | 3,8       | 0,1         | 40,1      | 2,1    | 121,6    |
| Polen                           | 1,5   | 15,5     | 131,7    | –         | 2,3         | 27,8      | 1,3    | 180,0    |
| Spanien                         | 10,3  | 69,2     | 6,1      | 56,5      | 29,6        | 95,8      | 4,7    | 272,1    |
| Turkiet                         | 0,3   | 110,4    | 104,2    | –         | 55,7        | 62,7      | –      | 333,3    |
| Ukraina                         | 0,8   | 10,3     | 36,8     | 86,2      | 10,4        | 11,0      | –      | 155,5    |
| Storbritannien                  | 1,5   | 124,2    | 6,5      | 45,9      | 5,0         | 116,9     | 9,9    | 309,9    |
| Övriga Europa                   | 19,1  | 178,1    | 151,9    | 621,4     | 484,4       | 303,2     | 30,3   | 1 788,3  |
| Totalt Europa                   | 47,9  | 799,3    | 632,0    | 882,8     | 649,7       | 946,5     | 74,2   | 4 032,5  |
| Kazakstan                       | 0,1   | 32,9     | 69,3     | –         | 9,1         | 3,0       | –      | 114,4    |
| Ryssland                        | 8,5   | 496,8    | 204,7    | 222,4     | 214,5       | 5,4       | 4,7    | 1 157,1  |
| Övriga OSS                      | 3,4   | 156,6    | 4,3      | 7,8       | 42,7        | 1,2       | 0,6    | 216,5    |
| Totalt OSS                      | 11,9  | 686,4    | 278,3    | 230,2     | 266,3       | 9,6       | 5,3    | 1 488,0  |
| Iran                            | 48,7  | 288,3    | 0,7      | 3,5       | 14,9        | 1,8       | –      | 357,8    |
| Saudiarabien                    | 139,9 | 215,9    | –        | –         | –           | 0,8       | –      | 356,6    |
| Förenade arabemiraten           | 0,0   | 123,7    | –        | 10,5      | –           | 5,2       | –      | 139,4    |
| Övriga Mellanöstern             | 117,6 | 301,8    | 17,0     | –         | 4,6         | 10,7      | –      | 451,7    |
| Totalt Mellanöstern             | 306,1 | 929,7    | 17,7     | 14,1      | 19,5        | 18,5      | –      | 1 305,6  |
| Egypten                         | 26,9  | 157,6    | –        | –         | 14,6        | 10,5      | –      | 209,7    |
| Sydafrika                       | 1,6   | –        | 209,6    | 10,4      | 1,4         | 16,5      | 4,8    | 244,3    |
| Övriga Afrika                   | 47,7  | 197,9    | 37,8     | –         | 137,4       | 22,0      | 0,7    | 443,5    |
| Totalt Afrika                   | 76,2  | 355,6    | 247,4    | 10,4      | 153,4       | 49,0      | 5,5    | 897,5    |
| Australien                      | 4,7   | 47,6     | 137,4    | –         | 16,0        | 61,3      | 0,4    | 267,5    |
| Kina                            | 12,2  | 272,6    | 5 339,1  | 407,5     | 1 300,0     | 1 152,5   | 50,2   | 8 534,3  |
| Indien                          | 2,3   | 64,2     | 1 271,1  | 43,9      | 160,3       | 171,9     | 1,1    | 1 714,8  |
| Indonesien                      | 6,6   | 56,3     | 190,0    | –         | 24,7        | 31,5      | 0,3    | 309,4    |
| Japan                           | 31,3  | 326,1    | 301,9    | 61,2      | 77,6        | 130,3     | 91,3   | 1 019,7  |
| Malaysia                        | 1,1   | 63,3     | 77,3     | –         | 32,4        | 3,1       | –      | 177,2    |
| Sydkorea                        | 7,0   | 176,4    | 211,7    | 158,0     | 3,1         | 40,2      | 4,1    | 600,4    |
| Taiwan                          | 5,3   | 108,3    | 128,9    | 27,8      | 3,5         | 12,1      | 5,0    | 290,9    |
| Thailand                        | 0,7   | 113,1    | 36,1     | –         | 4,5         | 21,9      | 0,0    | 176,3    |
| Vietnam                         | 0,2   | 26,2     | 114,1    | –         | 75,9        | 28,3      | –      | 244,8    |
| Övriga Asien-Stillahavsregionen | 54,7  | 239,3    | 158,1    | 15,9      | 153,7       | 36,9      | 0,7    | 659,1    |
| Totalt Asien-Stillahavsregionen | 126,3 | 1 493,4  | 7 965,6  | 714,3     | 1 851,6     | 1 690,1   | 153,1  | 13 994,4 |
| Totalt i världen                | 720,3 | 6 518,5  | 10 244,0 | 2 800,3   | 4 273,8     | 3 657,2   | 252,2  | 28 466,3 |